# Charlie Sheen
Charlie Sheen (nome artístico de Carlos Irwin Estevez; Nova Iorque, 3 de setembro de 1965) é um ator, dublador, roteirista, comediante e produtor de cinema e televisão estadunidense, amplamente conhecido por interpretar Charlie Harper em Dois Homens e Meio e, no cinema, por estrelar os premiados Platoon e Wall Street. 
Em 2002, Sheen conquistou um Prêmio Globo de Ouro como Melhor Ator em Série de Comédia ou Musical, por sua atuação em Spin City. Foi indicado na mesma categoria, em 2005 e 2006, pela interpretação em Dois Homens e Meio, recebendo também quatro indicações ao Emmy do Primetime por este trabalho, de 2006 a 2009. 
Filho do também ator Martin Sheen e de Janet Templeton, tem 2 irmãos mais velhos, Emilio Estevez e Ramon Estévez e uma irmã mais nova, Renée Estévez. Seus avós paternos eram imigrantes da Galiza e da Irlanda.
Atualmente sóbrio, ele falou, pela primeira vez sobre todos os assuntos possíveis, incluindo os mais polêmicos que vivenciou, em um documentário da Netflix, lançado em 10 de setembro de 2025: "O que pretendo compartilhar é algo que jurei solenemente revelar apenas a um terapeuta", comentou.

## Biografia

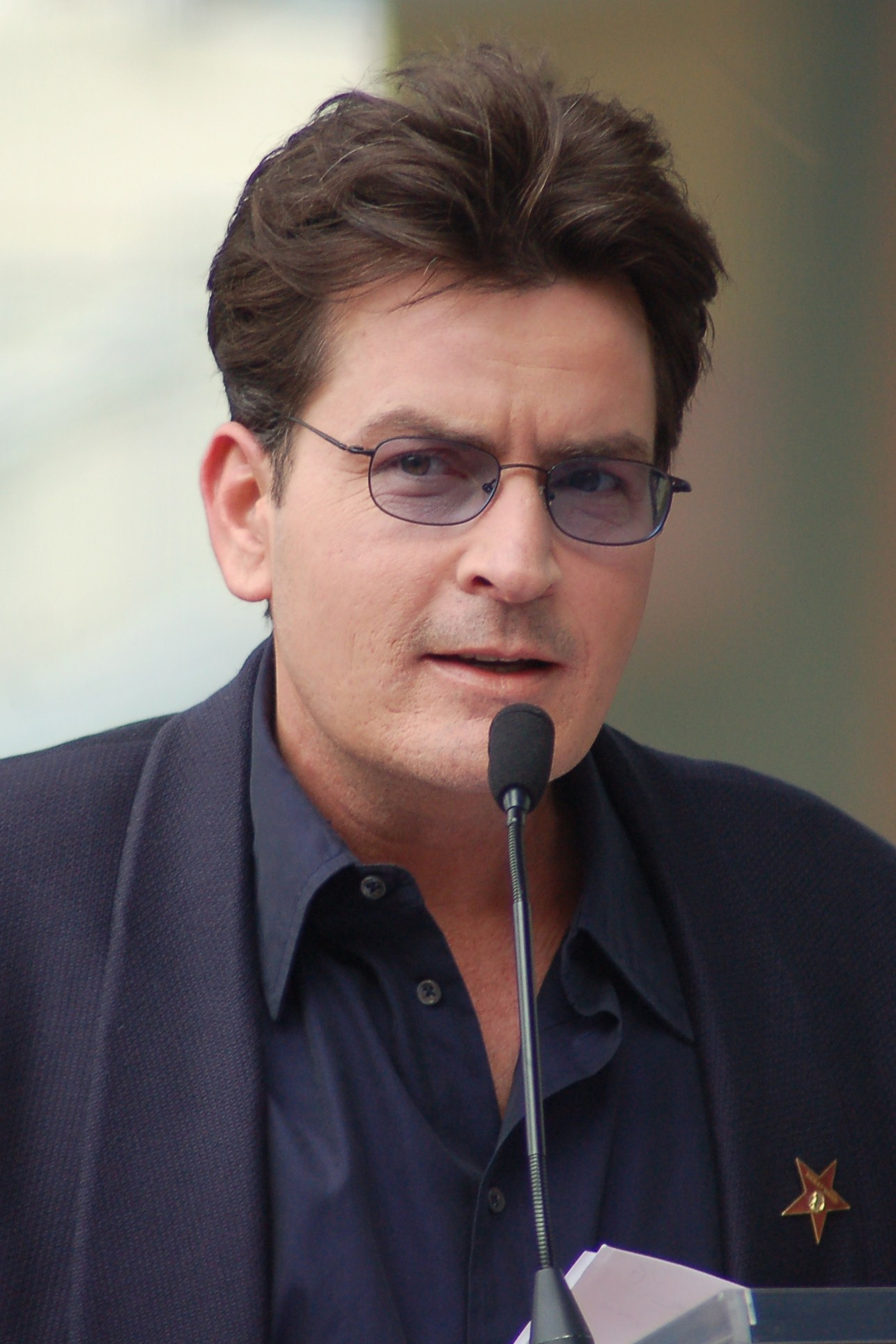
Charlie Sheen em 2009

Charlie Sheen é um ator aclamado por protagonizar grandes sucessos  como Platoon, Wall Street, Top Gang, Os Três Mosqueteiros e Two and a Half Men, mas é também um dos atores mais polêmicos de Hollywood, por conta de envolvimento em diversos escândalos com drogas, prostitutas e brigas domésticas, chegando a ser preso e internado.
Sheen começou a atuar em 1974, aos 9 anos de idade, aparecendo em um pequeno papel ao lado de seu pai no filme para televisão The Execution of Private Slovik.
Participou de Red Dawn (1984), e depois de fazer alguns filmes para a televisão, atuou em Curtindo a Vida Adoidado (1986), apesar de pequena, sua participação se tornou uma das cenas clássicas do filme e é lembrada até hoje. Também apareceu em um episódio da antológica série Amazing Stories. Depois, Sheen iria interpretar seu maior protagonista: o soldado Chris Taylor no drama sobre a Guerra do Vietnã Platoon, vencedor do Oscar de melhor filme. Fez também o filme adolescente A inocência do primeiro amor, onde atuou com Winona Ryder, por quem Sheen declarou ser apaixonado na época, e que foi ele quem sugeriu o "Ryder" a ela, como sobrenome artístico. Em 1987, mais um grande sucesso: o clássico sobre a bolsa de valores, Wall Street, que ele estrelou ao lado de Michael Douglas e de seu pai. Ambos filmes, Wall Street e Platoon, foram dirigidos por Oliver Stone. Entretanto, em 1988, Stone convidou Sheen para atuar em seu novo filme Nascido em 4 de Julho (1989), e depois retirou-o do papel colocando Tom Cruise em seu lugar. Sheen não foi sequer informado pelo diretor, e descobriu a notícia apenas através de seu irmão Emilio Estevez. Sheen então nunca mais aceitou trabalhar com Stone, só voltando a fazê-lo vinte e dois anos depois, quando aceitou fazer uma participação especial em Wall Street: Money Never Sleeps, de 2010, mas 1988 também seria marcado pelo filme de faroeste Jovens Pistoleiros com seu irmão Emilio Estevez e Kiefer Sutherland, e Eight Men Out, junto com John Cusack, onde ele interpretou Oscar "Happy" Felsh, no drama sobre a história real dos jogadores do time americano de beisebol Chicago White Sox, que insatisfeitos com os baixos salários, vendem o campeonato. E o beisebol, que é uma de suas paixões, voltaria a aparecer em "Major League" de 1989, e na continuação "Major League 2" de 1994. Em 1990, voltou a atuar com seu irmão em Men at Work.
Em 1987, Sheen tinha sido escalado para o papel de Roy em Grizzly II: The Predator, a sequência do pouco rentável filme Grizzly, de 1976. Porém, devido a um acidente fatal com o diretor William Girdler no set de filmagem, o filme nunca foi lançado oficialmente.
Em 1990, estrelou com Clint Eastwood, o filme de ação The Rookie. Em 1991, um dos maiores sucessos de sua carreira: a comédia Top Gang, que teria a continuação Top Gang 2, em 1993, ano que ele ainda interpretou Aramis na adaptação Os Três Mosqueteiros. Depois viria o primeiro escândalo na vida pessoal: sua então namorada Kelly Preston foi atingida pela arma de Sheen, o incidente foi apurado, e constatou-se que foi um acidente, o relacionamento acabou e ele se casou com a modelo Dona Peele, o casamento durou apenas seis meses, e um dos motivos é que ele se afundou no álcool e nas drogas. Foi preso e quase morreu de overdose. Quando o escândalo envolvendo astros de Hollywood e a cafetina Heidi Fleiss veio à tona, soube-se que ele havia dormido com 27 prostitutas agenciadas por ela. O resto dos anos 1990 foi marcado por filmes de pouca expressão e bilheteria, com exceções como sua parceria com Marlon Brando em Free Money, e Tudo por Dinheiro, com Chris Tucker, e  participações em Friends e Quero Ser John Malkovich.
Em 2000, foi resgatado pela televisão. Ao assumir o posto do ator Michael J. Fox na série Spin City, depois que ganhou o Prêmios Globo de Ouro de melhor ator de série cômica em 2002, a CBS decidiu dar-lhe um seriado próprio. Em Two and a Half Men o ator interpretou uma paródia de si mesmo: Charlie Harper, um solteirão mulherengo, beberrão e mau-caráter que é obrigado a abrigar o irmão e o sobrinho em casa. Como o irmão é um zero à esquerda em matéria de mulher, Charlie cuida de dar dicas sórdidas de paquera ao sobrinho. O papel lhe lançou novamente ao estrelato, e lhe rendeu diversos prêmios e indicações. Participou de Scary Movie 3 e Scary Movie 4, e The Big Bounce, de 2004, com Owen Wilson e Morgan Freeman.
Em 2005, o ator teve um final de casamento tumultuado. Sua ex-mulher, a atriz Denise Richards, o acusou de ser violento e viciado em pornografia. Richards declarou ainda que temia por ela e pelas duas filhas em razão das paranoias do ex-marido. Charlie mantinha um revólver a seu alcance, por medo de estranhos invadirem sua mansão. A gota d'água foi sua obsessão pelo assassinato da mulher do ex-jogador de futebol americano O. J. Simpson. Ele colecionava fotos de sua autópsia. O divórcio foi finalizado em novembro de 2006 e precedeu uma disputa pela custódia de suas duas filhas.
Um ano e meio depois da separação, Charlie se casou novamente, com a socialite Brooke Mueller. O casamento foi o terceiro de Charlie Sheen e o primeiro de Brooke Mueller, os dois tiveram os gêmeos Bob e Max, o que fez com que Charlie chegasse a cinco filhos, já que tem mais três filhas, Sam e Lola do relacionamento com Denise Richards, e Cassandra Estevez, fruto do relacionamento com Paula Speers, uma namorada do colegial.
O ator foi preso numa sexta-feira de Natal (25 de dezembro de 2009) em Aspen, cidade do Colorado (E.U.A.), acusado de violência doméstica. Depois de passar o dia preso, o ator foi fichado e liberado sob fiança de 8,5 mil dólares. Mais tarde, exames toxicológicos revelaram que Brooke, sua esposa, estava bêbada quando chamou a polícia, e teria exagerado no relato sobre as agressões, depois do incidente se separaram, e Charlie voltou a circular com várias mulheres, chegando a aparecer com duas namoradas, a quem ele se referiu como "deusas".
Nenhum desses problemas parece ter afetado seu prestígio, pois Two and a Half Men continuou sendo a série cômica de maior sucesso nos Estados Unidos. No início de 2007, renovou seu contrato com a rede CBS com salário de 825 mil dólares por episódio, passando a ser o ator mais bem pago da TV americana.
Apesar de, em 2010, ter sido anunciado que Charlie Sheen poderia não voltar para uma nova temporada de Two and a Half Men, e após longas negociações, Charlie Sheen retornaria para, pelo menos, mais dois anos ao seriado "Two and a Half Men". Segundo o site "The Hollywood Reporter", e iria receber cerca de US$ 1,25 milhão por episódio, fora participação nos lucros, pelas próximas duas temporadas. Tal salário confirmou ele como o ator mais bem pago da história televisão americana. Curiosamente, seu companheiro de cena, Angus T. Jones, que interpreta "Jake Harper", se tornou o ator mirim mais bem pago da televisão americana.
Em 25 de outubro de 2010, o ator deu entrada em um hospital de Nova Iorque por uso abusivo de entorpecentes, mas foi liberado. "A droga quase me matou", disse ele. No dia 7 de março de 2011, depois de Charlie ter insultado os produtores do programa, em entrevistas bizarras, onde lançou bordões como "winning" e "losing" e de ter faltado às gravações do programa por estar internado devido a uma noitada de 36 horas (promovida por ele próprio), a CBS demitiu Sheen de Two and a Half Men, e assinou contrato com o ator Ashton Kutcher. Em 2012 lançou a série Anger Management, baseada no filme homônimo, que é exibida pelo canal FX, e assinou contrato para dez temporadas, e em 2013 protagonizou o filme do diretor Roman Coppola, A Glimpse Inside the Mind of Charles Swan III, no Brasil "As Loucuras de Charlie", que conta com nomes como Bill Murray no elenco, e também interpretou o Presidente dos Estados Unidos na sequência Machete Kills do diretor Robert Rodriguez e também uma divertida aparição com Lindsay Lohan no filme "Scary Movie 5".
Em março de 2011, Sheen namorou com a atriz pornô Bree Olson, e a modelo Natalie Kenly, iniciando um triângulo amoroso, no entanto, ambas terminaram com ele no mesmo ano. Em janeiro de 2013, em uma entrevista para o talk show ''Piers Morgan Live, Charlie revelou que estava namorando a atriz de filmes adultos Georgia Jones. Charlie estava  noivo da atriz pornô Brett Rossi. Depois de algum tempo se separaram, e a atriz fez inúmeras acusações sobre a agressividade do ator e de ter escondido que era portador do vírus da imunodeficiência humana (VIH).
Em julho de 2013, Charlie Sheen se tornou avô. Sua filha Cassandra Estevez, tornou-se mãe aos 28 anos, com a chegada de Luna.
Por trás de todas as confusões, Charlie Sheen também faz suas boas ações. Em 2013, fez uma doação de US$ 12 mil para o funeral do paparazzi que perseguia Justin Bieber. Fez doação de US$ 10 mil para as pessoas que sofrem epilepsia, depois que viu um homem colocar alguns cartazes sobre a doença na rua. Os cartazes contavam a história de seu neto, que foi diagnosticado com epilepsia aos 3 anos, e também doou US$ 25 mil para as vítimas do tufão nas Filipinas.
Em 17 de novembro de 2015, o ator afirmou que é portador do vírus da síndrome da imunodeficiência adquirida (SIDA) desde o ano de 2011, quando descobriu a doença, não sabendo como adquiriu o vírus. A revelação foi feita durante participação no programa de variedades "Today", da emissora americana NBC. Seus filhos e ex-mulheres afirmam não ter o vírus. 
Em 2016, Charlie Sheen volta aos longas-metragens com o filme Mad Families, para a plataforma Crackle, concorrente da Netflix. Em 2017, participa do filme 9/11, a respeito do atentado às torres gêmeas de 11 de setembro de 2001.
No ano de 2022, Charlie Sheen e vários atores preparam-se para interpretar a si mesmos em “Ramble On”, uma nova série de comédia.

## Filmografia

### Cinema
| Ano  | Filme                                         | Papel                           | Obs.                                        |
| ---- | --------------------------------------------- | ------------------------------- | ------------------------------------------- |
| 1974 | The Execution of Private Slovik               | Garoto no casamento             | Filme para a televisão da NBC, sem créditos |
| 1979 | Apocalypse Now                                | Figurante                       | [ 53 ] [ 54 ]                               |
| 1984 | Red Dawn                                      | Matt Eckert                     |                                             |
| 1984 | Silence of the Heart                          | Ken Cruze                       | Filme para a televisão da CBS               |
| 1985 | The Fourth Wise Man                           | Capitão dos soldados de Herodes | Filme para a televisão                      |
| 1985 | Out of the Darkness                           | Man Shaving                     | Filme para a televisão da CBS               |
| 1985 | The Boys Next Door                            | Bo Richards                     |                                             |
| 1986 | A Life in the Day                             |                                 | Curta-metragem                              |
| 1986 | Lucas                                         | Cappie                          |                                             |
| 1986 | Ferris Bueller's Day Off                      | Garth Volbeck                   | Participação especial                       |
| 1986 | Platoon                                       | Private Chris Taylor            |                                             |
| 1986 | The Wraith                                    | Jake Kesey                      |                                             |
| 1986 | Wisdom                                        | Gerente do restaurante          | Participação especial                       |
| 1986 | A Life in the Day                             |                                 | Curta-metragem                              |
| 1987 | Wall Street                                   | Bud Fox                         |                                             |
| 1987 | No Man's Land                                 | Ted Varrick                     |                                             |
| 1987 | Three for the Road                            | Paul                            |                                             |
| 1987 | Grizzly II: The Predator Concert              | Ron                             |                                             |
| 1988 | Young Guns                                    | Richard Brewer                  |                                             |
| 1988 | Eight Men Out                                 | Happy Felsch                    |                                             |
| 1988 | Never on Tuesday                              | Ladrão                          | Participação especial, não-creditado        |
| 1989 | Major League                                  | Ricky Vaughn                    |                                             |
| 1989 | Catchfire                                     | Bob                             | Participação especial                       |
| 1989 | Tale of Two Sisters                           | Narrador                        | também roteirista (autor dos poemas)        |
| 1989 | Comicits                                      | ele próprio                     | Curta-metragem, também produtor             |
| 1990 | Cadence                                       | Pfc. Franklin Fairchild Bean    |                                             |
| 1990 | Courage Mountain                              | Peter                           |                                             |
| 1990 | Men at Work                                   | Carl Taylor                     |                                             |
| 1990 | Navy SEALs                                    | Ten. Dale Hawkins               |                                             |
| 1990 | The Rookie                                    | David Ackerman                  |                                             |
| 1991 | Hot Shots!                                    | Ten. Sean Topper Harley         |                                             |
| 1992 | Beyond the Law                                | William Patrick Steaner         |                                             |
| 1992 | Oliver Stone: Inside Out                      | ele próprio                     | Documentário                                |
| 1993 | National Lampoon's Loaded Weapon 1            | Gern, manobrista                | Participação especial                       |
| 1993 | Deadfall                                      | Morgan "Fats" Gripp             | Participação especial                       |
| 1993 | Hot Shots! Part Deux                          | Ten. Sean Topper Harley         |                                             |
| 1993 | The Three Musketeers                          | Aramis                          |                                             |
| 1994 | Charlie Sheen's Stunt Spectacular             | ele próprio                     | Filme para a televisão                      |
| 1994 | Terminal Velocity                             | Richard 'Ditch' Brodie          |                                             |
| 1994 | The Chase                                     | Jackson Davis "Jack" Hammond    | também produtor executivo                   |
| 1994 | Major League II                               | Ricky 'Wild Thing' Vaughn       |                                             |
| 1996 | Loose Women                                   | Barman                          | Participação especial                       |
| 1996 | Frame by Frame                                |                                 |                                             |
| 1996 | All Dogs Go to Heaven 2                       | Charles B. "Charlie" Barkin     | (voz)                                       |
| 1996 | The Arrival                                   | Zane Zaminsky                   |                                             |
| 1997 | Money Talks                                   | James Russell                   |                                             |
| 1997 | Shadow Conspiracy                             | Bobby Bishop                    |                                             |
| 1997 | Bad Day on the Block                          | Lyle Wilder                     | também conhecido como Under Pressure        |
| 1998 | Postmortem                                    | James McGregor                  |                                             |
| 1998 | A Letter from Death Row                       | Cop #1                          | Participação especial                       |
| 1998 | No Code of Conduct                            | Jacob "Jake" Peterson           | também produtor executivo e roteirista      |
| 1998 | Free Money                                    | Bud Dyerson                     |                                             |
| 1998 | Junket Whore                                  | ele próprio                     | Documentário                                |
| 1999 | Lisa Picard is Famous                         | ele próprio                     |                                             |
| 1999 | Five Aces                                     | Chris Martin                    |                                             |
| 1999 | Being John Malkovich                          | ele próprio                     | Participação especial                       |
| 2000 | Rated X                                       | Artie Mitchell                  | Filme para a televisão (Showtime)           |
| 2001 | Good Advice                                   | Ryan Edward Turner              |                                             |
| 2001 | Last Party 2000                               | ele próprio                     | Documentário, não-creditado                 |
| 2002 | The Making of Bret Michaels                   | ele próprio                     | Documentário                                |
| 2002 | Pauly Shore Is Dead                           | ele próprio                     | Participação especial                       |
| 2003 | Deeper Than Deep                              | Charles "Chuck" E. Traynor      | Curta-metragem                              |
| 2003 | Scary Movie 3                                 | Tom Logan                       |                                             |
| 2004 | The Big Bounce                                | Bob Rogers Jr.                  |                                             |
| 2005 | Guilty Hearts                                 | ele próprio                     | segmento "Spelling Bee"                     |
| 2006 | Scary Movie 4                                 | Tom Logan                       | Participação especial                       |
| 2010 | Wall Street: Money Never Sleeps               | Bud Fox                         | Participação especial                       |
| 2010 | Due Date                                      | Charlie Harper                  | Participação especial                       |
| 2012 | She Wants Me                                  | Ele mesmo                       | Produtor executivo                          |
| 2012 | A Glimpse Inside the Mind of Charles Swan III | Charles Swan III                |                                             |
| 2013 | Machete Kills                                 | Presidente dos Estados Unidos   |                                             |
| 2013 | Scary Movie 5                                 | ele próprio                     | Participação especial                       |
| 2017 | Mad Families                                  | Charlie Jones                   |                                             |
| 2017 | 9/11                                          | Jeffrey Cage                    |                                             |

### Televisão
| Ano       | Título                         | Papel                                               | Obs.                                       |
| --------- | ------------------------------ | --------------------------------------------------- | ------------------------------------------ |
| 1986      | Amazing Stories: Book Three    | Casey                                               | Episódio: "No Day at the Beach"            |
| 1996      | Friends                        | Ryan                                                | Episódio: "The One with the Chicken Pox"   |
| 1998-2004 | Leonardo and Friends           | Chris Townshend                                     | (voz)                                      |
| 1999      | Sugar Hill                     | Matt                                                | piloto que não foi vendido                 |
| 2000      | Spin City                      | Charlie Crawford                                    |                                            |
| 2003-2011 | Two and a Half Men             | Charlie Harper                                      | Diversos prêmios e indicações              |
| 2003-2009 | The Grim Adventures            | Chris Townshend                                     | (voz)                                      |
| 2006      | Overhaulin'                    | ele próprio                                         | Episódio: "LeMama's Boy"                   |
| 2009      | The Tonight Show with Jay Leno | ele próprio                                         |                                            |
| 2009      | Lopez Tonight                  | ele próprio                                         |                                            |
| 2010      | Family Guy                     | ele próprio                                         | Episódio: "Brian Griffin's House of Payne" |
| 2010      | The Big Bang Theory            | ele próprio                                         | Episódio: "The Griffin Equivalency"        |
| 2011      | Drew Carey's Improv-A-Ganza    | ele próprio                                         | Episódio: "Fairy Tale"                     |
| 2011      | Comedy Central Roast           | ele próprio                                         | [ 56 ] [ 57 ]                              |
| 2012-2014 | Anger Management               | Charlie Goodson                                     |                                            |
| 2015      | The Goldbergs                  | Reprise do personagem de "Curtindo a vida adoidado" |                                            |